# Henry Campbell-Bannerman
Henry Campbell-Bannerman (n. 7 septembrie 1836, Glasgow  –  d. 22 aprilie 1908, Londra) a fost un politician britanic, prim ministru al Marii Britanii în perioada  1905-1908.
1. 1 2  The Peerage
2. 1 2 3 4  Kindred Britain
3. ↑   http://www.nndb.com/lists/768/000106450/ Lipsește sau este vid: |title= (ajutor)
4. ↑   http://www.nndb.com/honors/853/000052697/ Lipsește sau este vid: |title= (ajutor)
5. ↑   http://www.nndb.com/lists/495/000063306/ Lipsește sau este vid: |title= (ajutor)